# Joseph Glæser
Joseph August Eduard Friedrich Glæser (Berlín, 1853 - Hillerød, 1891) fou un compositor danès, fill del també compositor Franz Gläser (1798-1861).
Des d'infant mostrà la seva gran vocació per la música; malgrat tot el seu pare el destinà al fòrum; Una cançó que va compondre en la seva joventut La cançó del funàmbul, no tardà a fer-se popular. Fou professor de música a Copenhaguen i a Hillerød, i des del 1874 organista del castell de Frederiksborg.
És autor de la música del ball-pantomima Lluny de Dinamarca; també va compondre música per un drama d'Ibsen, La festa de Solhoug, etc. Però el que li donà més anomenada foren les seves romances, com ara El rossinyol, El mar, Per la primavera i Durant la nit.
A més deixà, nombroses peces per a piano, quartets, obertures i d'altres composicions.